# Lương Việt Hùng
Lương Việt Hùng (1962) là một tướng lĩnh trong Quân đội nhân dân Việt Nam, hàm Chuẩn Đô đốc, ông nguyên là Phó Tư lệnh Quân chủng Hải quân Việt Nam. Ông và cha (Đại tá Lương Mẫn) đều từng là Lữ đoàn trưởng Lữ đoàn 171 và Tư lệnh vùng 2 - Quân chủng Hải quân Việt Nam.

## Thân thế và binh nghiệp
Ông quê ở Sơn Bằng, Hương Sơn, Hà Tĩnh
Năm 18 tuổi, ông thi vào Trường Chỉ huy kỹ thuật hải quân. Mặc dù có bố làm Tư lệnh Vùng, việc lựa chọn một ngành ưng ý để có tương lai tốt là quá dễ song chàng trai 18 tuổi Lương Việt Hùng lúc đó lại quyết tâm xin sang học ngành pháo tên lửa - ngành được coi là cực nhọc về vũ khí hạng nặng lúc bấy giờ. Tốt nghiệp ra trường, ông nhất quyết xin về Vùng 4 Hải quân (Cam Ranh - Khánh Hòa) công tác, dù bố ông - Đại tá Lương Mẫn đang là Tư lệnh Vùng 3 (Sơn Trà - Đà Nẵng). Tuy nhiên, ông Hùng không được như ý, cấp trên vẫn quyết định điều ông về Vùng 3 Hải quân bởi muốn tạo điều kiện cho hai cha con được gần nhau, bù đắp bao năm xa cách. Về Vùng 3 Hải quân, ông Hùng không chọn cho mình một vị trí, công việc nhàn thân mà nhất quyết làm đúng ngành học là “pháo tên lửa”. Ông được phân công nhiệm vụ Phó Trưởng ngành hỏa lực tàu săn ngầm 159 - Lữ đoàn 171.
Tháng 3-1988, khi diễn ra trận hải chiến Trường Sa, ông Hùng giữ chức Thuyền phó tàu đổ bộ 555 kiêm Đội trưởng đội chống đổ bộ, chốt giữ đảo, có mặt ở Trường Sa 192 ngày. Từ chiến sĩ Hải quân được đào tạo bài bản trong học viện nhà trường, rồi trở thành sĩ quan hải quân, kinh qua các chức vụ khác nhau, ở vị trí nào Chuẩn đô đốc Lương Việt Hùng cũng hoàn thành xuất sắc nhiệm vụ.
Năm 2002, ông đã giữ chức Lữ đoàn trưởng Lữ đoàn 171 rồi Hiệu trưởng Trường Trung cấp Kỹ thuật Hải quân. Ông đeo quân hàm đại tá ở tuổi 42 - tuổi trẻ nhất cấp đại tá toàn quân thời điểm đó
Tháng 1 năm 2014, ông Hùng được Quân chủng Hải quân điều về làm Tư lệnh Bộ Tư lệnh Vùng 2 Hải quân Nhân dân Việt Nam.
Năm 2015, ông được phong hàm Chuẩn Đô đốc
Tháng 7 năm 2017, ông được bổ nhiệm giữ chức Phó Tư lệnh Quân chủng Hải quân Việt Nam.